# Tatiana Torres
Tatiana Torres (sinh ngày 7 tháng 9 năm 1988 tại Cuenca) là một người mẫu và nữ hoàng sắc đẹp.

## Tiểu sử
Cô sinh ra và lớn lên tại Cuenca.

## Hoa hậu Trái Đất Ecuador 2012
Torres được chỉ định làm Hoa hậu Trái Đất Ecuador 2012 bởi Giám đốc quốc gia, José Hidalgo sau khi người chiến thắng ban đầu của cuộc thi bị tước vương miện.

## Hoa hậu Trái Đất 2012
Với danh hiệu của mình, cô tham gia cuộc thi nhưng không lọt Top 16.

## Hoa hậu Di sản 2013
Cô tham gia cuộc thi và đoạt danh hiệu Á hậu 4.